# Agrochola nigriclava
Agrochola nigriclava är en fjärilsart som beskrevs av Charles Boursin 1957. Agrochola nigriclava ingår i släktet Agrochola och familjen nattflyn. Inga underarter finns listade i Catalogue of Life.